# Sophax

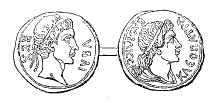
Illustration du roi Juba II et de la reine Cléopâtre Sélène II. Juba se pensait être un descendant de Sophax.

Sophax (également orthographié comme Sophax, Sufax, Sufaqs, etc.) était un héros ou un demi - dieu des mythologies berbère et grecque .

## Mythologie
Selon la légende, Sophax était le fils de la déesse Tingis et d'Héraclès, il est le petit-fils du dieu Zeus et de la mortelle Alcmène,. Sa demi-sœur était probablement Iphinoé, et son demi-frère (et éventuellement demi-neveu) était Palémon, fils d'Iphinoé. Sophax a remplacé Antée en tant que gardien et protecteur du pays des Berbères (ou Imazighen). Il sera le fondateur de la ville marocaine de Tanger, dont il a nommé en mémoire de sa mère.
Selon les mythes, de nombreux rois berbères sont des descendants de Sophax qui ont défendu leurs terres. Il avait un fils, Diodore, qui régna sur de nombreuses tribus berbères d'Afrique du Nord avec l'aide des Olympiens .
Selon l'historien grec ancien Plutarque, de nombreux mythes ont été créés afin de donner des crédits au roi numide Juba II qui se considérait comme un descendant direct de Diodore et d'Héraclès.

## Remarques
1. ↑  Plutarch, The Parallel Lives: The Life of Sertorius
2. ↑  Hesiod, Shield of Heracles 1ff.
3. ↑  Tzetzes on Lycophron 662
4. ↑  Apollodorus, 2.5.11; Hyginus, Fabulae 31.